# Heraclia aurantiaca
Heraclia aurantiaca är en fjärilsart som beskrevs av Sergius G. Kiriakoff 1975. Heraclia aurantiaca ingår i släktet Heraclia och familjen nattflyn. Inga underarter finns listade i Catalogue of Life.